# Baía das Gatas
Baía das Gatas is een plaats in het noordoosten van het Kaapverdische eiland São Vicente en behoort tot de gelijknamige gemeente São Vicente. De plaats, 10 kilometer ten oosten van Mindelo, is vernoemd naar de gelijknamige baai.
De plaats staat bekend op Sao Vicente en ver buiten de landsgrenzen door het jaarlijks terugkerende muziekfestival Festival Baía das Gatas. Het festival wordt door tienduizenden toeschouwers op het strand beluisterd. De televisie-uitzending wordt in heel Kaapverdië rechtstreeks uitgezonden door het televisiestation RTC. In de loop der jaren hebben bijna alle Kaapverdische topmuzikanten hier gezongen.